# 284891 Kona
284891 Kona este o planetă minoră (asteroid) din centura de asteroizi. A fost descoperită pe 13 septembrie 2009 la Observatorio del Teide⁠(d) de Observatorio del Teide⁠(d). 
Obiectul prezintă o orbită caracterizată de o semiaxă mare de 3,0913777249488 UAi, o excentricitate de 0,2, o înclinație de 16,3 ° în raport cu ecliptica.